# Thali
El thali es un almuerzo indio que consiste en la disposición de diversos platos de cocina regional de la india.

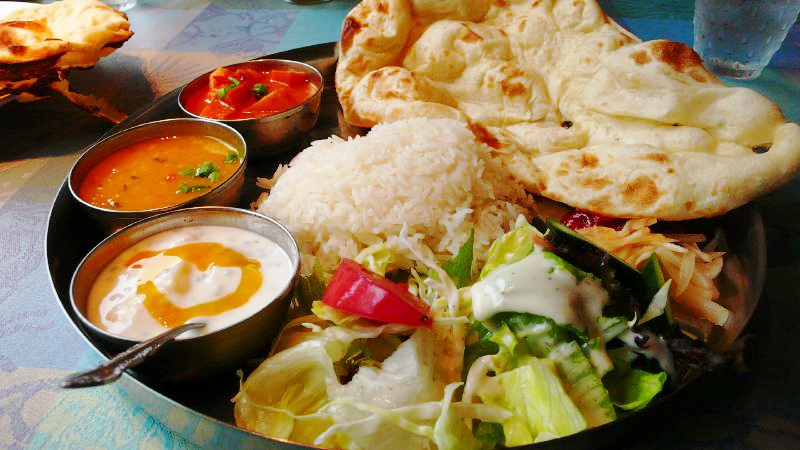
Thali con curris vegetarianos.

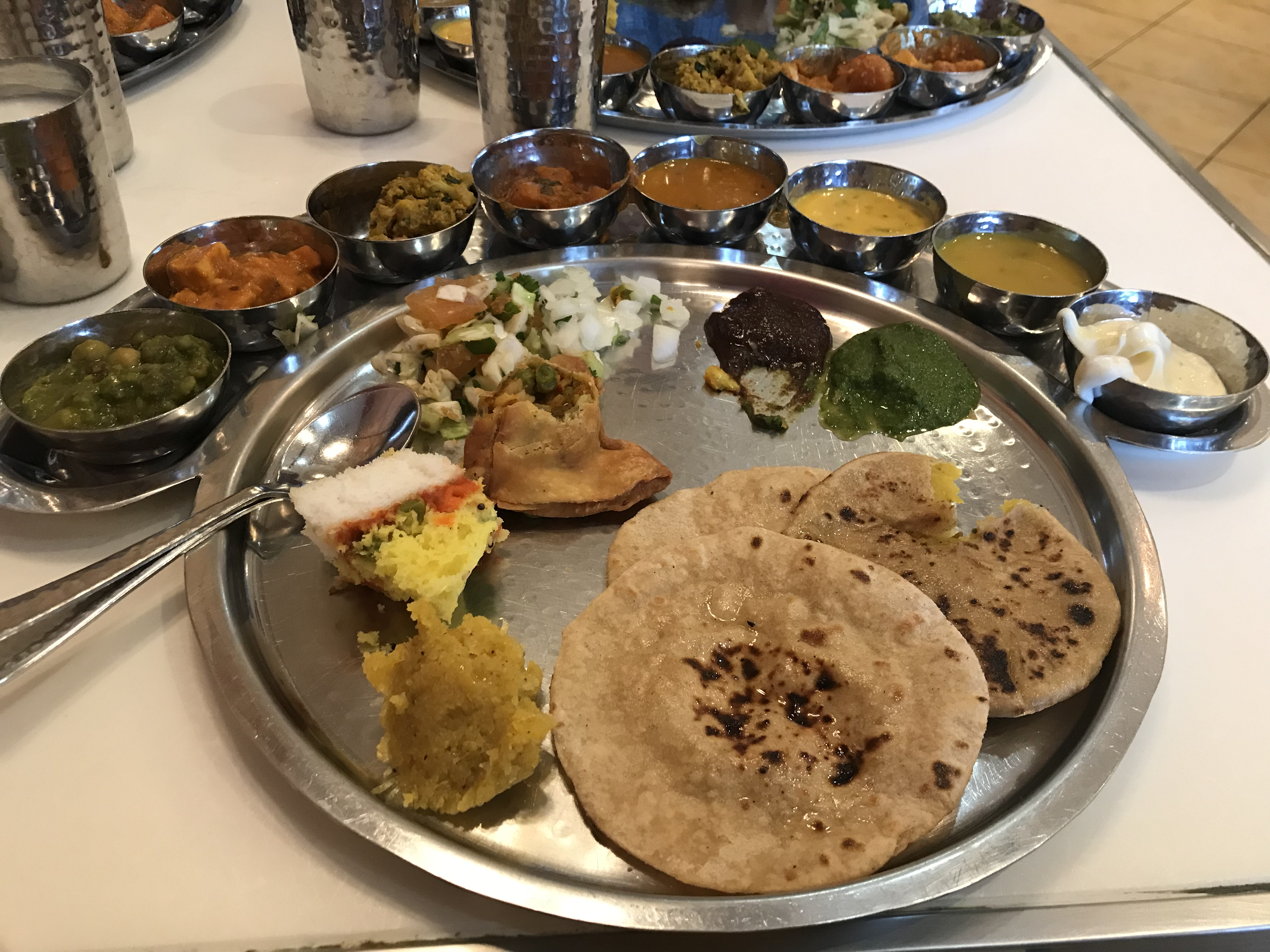
Thali vegetariano indio

Thali se pronuncia t̪ʰɑːliː (en español tjaali). En alfabeto devanagari (que se utiliza en el norte de India) se escribe थाली, y en idioma hindi significa ‘plato’. 
Se trata de una selección de diferentes platos, servidos en pequeños boles (ramequin) servidos en una bandeja circular. 

## Características
La bandeja circular suele estar elaborada de acero inoxidable y tener varios compartimentos. En América del Norte se suele emplear thalis de plástico debido a que suelen ser desechables.
Los platos más habituales son de arroz, dhal, verduras, chapati, papad, cuajada (yogur), pequeñas cantidades de chatni (encurtido de la India) y con platos dulces en su parte superior. Los restaurantes ofrecen una amplia selección de platos vegetarianos o de carne. Los thalis al estilo de Kerala se conocen como sadya, y suelen llevar arroz con otras especialidades locales. Una de las disposiciones del thali más conocidas es el dhaba.